# Josef Richard Vilímek (1835)
Josef Richard Vilímek (1. dubna 1835 Vamberk – 16. dubna 1911 Královské Vinohrady) byl český nakladatel. Byl otcem nakladatele Josefa Richarda Vilímka (1860–1938).

## Životopis

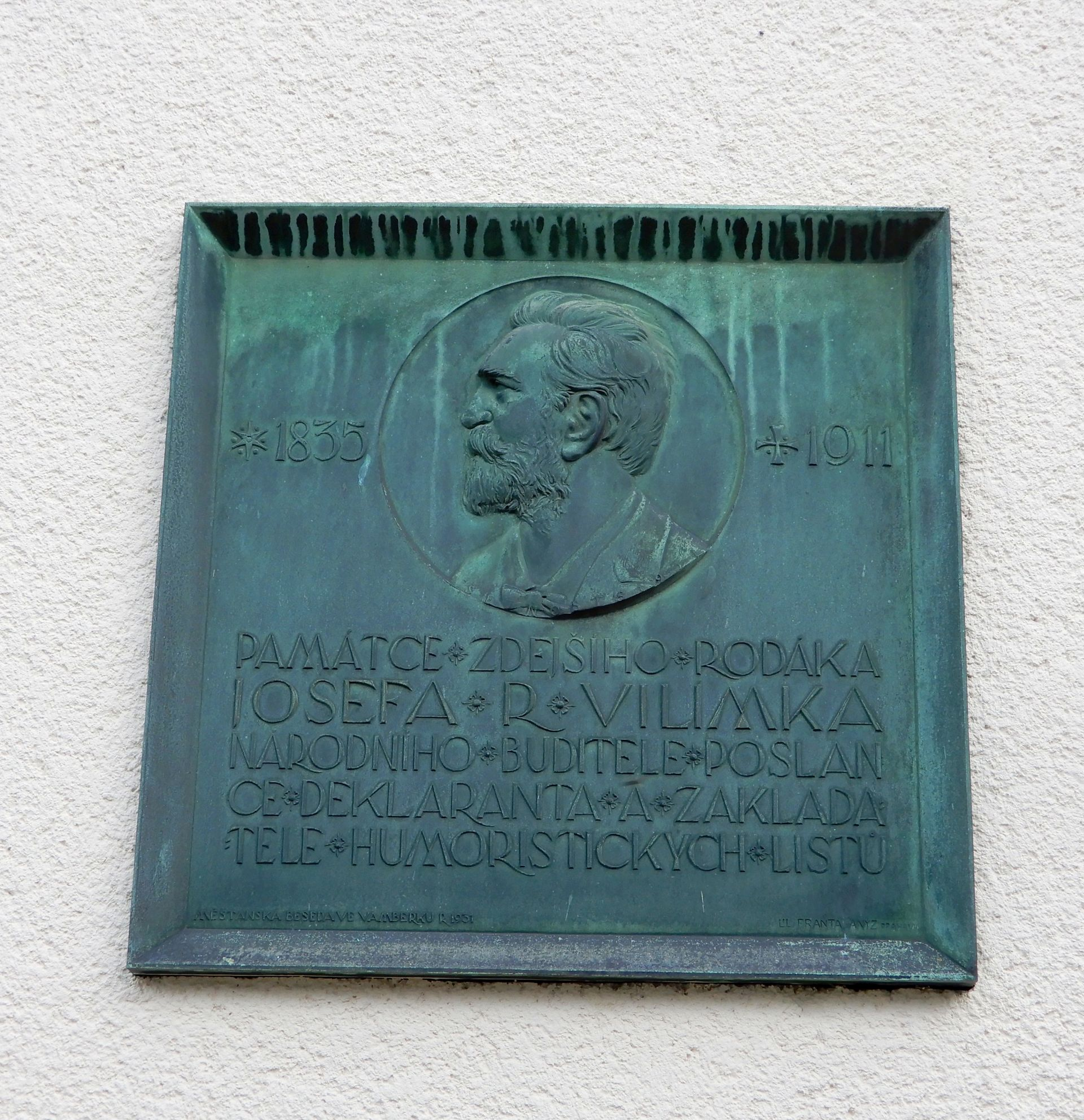
Pamětní deska na rodném domě ve Vamberku

Narodil se ve Vamberku jako syn bohatého mlynářského mistra Josefa Vilímka. Mlynářem byl také jeho dědeček Jan, který měl mlýn v Častolovicích, a rovněž matka Magdaléna pocházela z mlynářské rodiny.
Z vamberské dvoutřídní obecné školy přešel do tzv. přípravky na gymnáziu v Rychnově nad Kněžnou, čtvrtou třídu německé nižší reálky vychodil v Šumperku a nastoupil do německé vyšší reálky v Praze. Poté studoval hospodářství a lesnictví na Německé technické univerzitě v Praze.
Již od mládí projevoval literární talent a pod pseudonymem Jan Velešovský publikoval ve Zlatých Klasech poezii, pohádky a drobné články. Po dokončení studií pracoval jako novinář pro různé pražské noviny. Z politických důvodů byl v prosinci 1856 vypovězen na rok z Prahy a internován do Vamberka. Odtud posílal do Pražských novin příspěvky pod hlavičkou „Od Zdobnice“.
V roce 1858 založil s Josefem Svátkem politicko-satirický časopis Humoristické listy. Úspěšně vydával humoristické kalendáře, almanachy a hry loutkáře Matěje Kopeckého. Na začátku 60. let 19. století otevřel s Josefem Novákem Slovanské knihkupectví, v němž pracoval do roku 1867.
Byl dvakrát ženat, z prvního manželství měl syna Josefa Richarda, který později převzal otcovo nakladatelství. V druhém manželství, s Annou Kubátovou rozenou Váňovou (*1857) měl nevlastní dceru Boženu Kubátovou (*1886). Synovec Jan Vilímek byl akademickým malířem a ilustrátorem. 
V roce 1868 byl Vilímek zvolen do Českého zemského sněmu. V srpnu 1868 patřil mezi 81 signatářů státoprávní deklarace českých poslanců, v níž česká politická reprezentace odmítla centralistické směřování státu a hájila české státní právo.
V roce 1872 Vilímek zřídil vlastní tiskárnu. V roce 1884 založil moderní nakladatelství Josef Richard Vilímek[zdroj?] (známé také jako „Josef R. Vilímek“, „JR Vilímek“ nebo jen „Vilímek“). Spolu s nakladatelstvími Jana Otty a Františka Topiče se Vilímkovo nakladatelství stalo nejvýznamnějším nakladatelstvím přelomu 19. a 20. století.
V létě roku 1885 předal Vilímek nakladatelství synovi a zůstal redaktorem a ředitelem Humoristických listů do roku 1906. V roce 1908 vydal paměti s názvem Ze zašlých dob.
Zemřel roku 1911 na Královských Vinohradech. Pohřben byl ve Vamberku.